# Medaliści mistrzostw świata w kajakarstwie – kanadyjki mężczyzn
Lista medalistów mistrzostw świata w kajakarstwie w kanadyjkach mężczyzn.

## Konkurencje obecnie rozgrywane

### 200 m C1
| Rok i miejsce    | Złoto               | Srebro              | Brąz                        |
| ---------------- | ------------------- | ------------------- | --------------------------- |
| 1994 Meksyk      | Nikołaj Buchałow    | Ervin Hoffmann      | Michał Śliwiński            |
| 1995 Duisburg    | Nikołaj Buchałow    | Thomas Zereske      | Michał Śliwiński            |
| 1997 Dartmouth   | Béla Belicza        | Martin Doktor       | Michał Śliwiński            |
| 1998 Segedyn     | Martin Doktor       | Slavomír Kňazovický | Michał Śliwiński            |
| 1999 Mediolan    | Maksim Opalew       | Martin Doktor       | Slavomír Kňazovický         |
| 2001 Poznań      | Dmytro Sablin       | Maksim Opalew       | Michał Śliwiński            |
| 2002 Sewilla     | Maksim Opalew       | Andrzej Jezierski   | Christian Gille             |
| 2003 Gainesville | Maksim Opalew       | Martin Doktor       | Andreas Dittmer             |
| 2005 Zagrzeb     | Wałentyn Demjanenko | Maksim Opalew       | Zomart Satubaldin           |
| 2006 Segedyn     | Nikołaj Lipkin      | Wałentyn Demjanenko | Jevgenijus Šuklinas         |
| 2007 Duisburg    | Jurij Czeban        | Maksim Opalew       | Jevgenijus Šuklinas         |
| 2009 Dartmouth   | Wałentyn Demjanenko | Nikołaj Lipkin      | Jevgenijus Šuklinas         |
| 2010 Poznań      | Iwan Sztyl          | Thomas Simart       | Richard Dalton Jurij Czeban |
| 2011 Segedyn     | Wałentyn Demjanenko | Iwan Sztyl          | Alfonso Benavides           |
| 2013 Duisburg    | Wałentyn Demjanenko | Iwan Sztyl          | Alfonso Benavides           |
| 2014 Moskwa      | Jurij Czeban        | Martin Fuksa        | Attila Vajda                |

### 200 m C2
| Rok i miejsce    | Złoto                                   | Srebro                               | Brąz                                         |
| ---------------- | --------------------------------------- | ------------------------------------ | -------------------------------------------- |
| 1994 Meksyk      | Aleksandr Masiejkow Dmitrij Dowgalonok  | György Kolonics Csaba Horváth        | Olivier Boivin Sylvain Hoyer                 |
| 1995 Duisburg    | György Kolonics Csaba Horváth           | Mark Eschelbach Thomas Zereske       | Marin Marinow Błagowest Stojanow             |
| 1997 Dartmouth   | Thomas Zereske Christian Gille          | Pawieł Konowałow Władimir Ładosza    | Petr Fuksa Pavel Bednář                      |
| 1998 Segedyn     | Thomas Zereske Christian Gille          | Miklós Buzál Attila Végh             | Władisław Połzunow Andriej Kabanow           |
| 1999 Mediolan    | Konstantin Fomiczow Aleksandr Artiemida | Paweł Baraszkiewicz Daniel Jędraszko | Thomas Zereske Christian Gille               |
| 2001 Poznań      | Paweł Baraszkiewicz Daniel Jędraszko    | Ionel Averian Mihail Vartolomei      | Ibrahim Rojas Leobaldo Pereira               |
| 2002 Sewilla     | Ibrahim Rojas Ledi Balceiro             | Petr Fuksa Petr Netušil              | Mihail Vartolomei Ionel Averian              |
| 2003 Gainesville | Paweł Baraszkiewicz Daniel Jędraszko    | Petr Fuksa Petr Netušil              | Serhij Kłymniuk Dmytro Sablin                |
| 2005 Zagrzeb     | Nikołaj Lipkin Jewgienij Ignatow        | Tomasz Wylenzek Christian Gille      | Serguey Torres Madrigal Karel Aguilar Chacon |
| 2006 Segedyn     | Iwan Sztyl Jewgienij Ignatow            | Tomasz Wylenzek Christian Gille      | Raimundas Labuckas Tomas Gadeikis            |
| 2007 Duisburg    | Iwan Sztyl Jewgienij Ignatow            | Tomasz Wylenzek Christian Gille      | Raimundas Labuckas Tomas Gadeikis            |
| 2009 Dartmouth   | Raimundas Labuckas Tomas Gadeikis       | Iwan Sztyl Jewgienij Ignatow         | Stefan Holtz Robert Nuck                     |
| 2010 Poznań      | Raimundas Labuckas Tomas Gadeikis       | Iwan Sztyl Jewgienij Ignatow         | Paweł Skowroński Paweł Baraszkiewicz         |
| 2011 Segedyn     | Raimundas Labuckas Tomas Gadeikis       | Wiktor Miełantjew Nikołaj Lipkin     | Dzmitryj Rabczanka Alaksandr Wauczecki       |
| 2013 Duisburg    | Robert Nuck Stefan Holtz                | Aleksandr Kowalenko Nikołaj Lipkin   | Dzmitryj Rabczanka Alaksandr Wauczecki       |
| 2014 Moskwa      | Aleksiej Korowaszkow Iwan Sztyl         | Stefan Holtz Robert Nuck             | Isaquias Queiroz Erlon Silva                 |

### 4 × 200 m C1 relay
| Rok i miejsce  | Złoto                                                                             | Srebro                                                                                    | Brąz                                                                                    |
| -------------- | --------------------------------------------------------------------------------- | ----------------------------------------------------------------------------------------- | --------------------------------------------------------------------------------------- |
| 2009 Dartmouth | Rosja · Jewgenij Ignatow · Nikołaj Lipkin · Wiktor Miełantiew · Iwan Sztyl        | Węgry · Attila Bozsik · László Foltán · Gábor Horváth · Attila Vajda                      | Francja · Mathieu Goubel · Thomas Simart · William Tchamba · Bertrand Hemonic           |
| 2010 Poznań    | Rosja · Iwan Sztyl · Michaił Pawłow · Nikołaj Lipkin · Jewgienij Ignatow          | Ukraina · Ołeksandr Maksymczuk · Jurij Cheban · Stanisław Szymanski · Wiaczesław Tekosz   | Polska · Adam Ginter · Roman Rynkiewicz · Mariusz Kruk · Paweł Baraszkiewicz            |
| 2011 Segedyn   | Rosja · Iwan Sztyl · Jewgienij Ignatow · Aleksiej Korowaszkow · Wiktor Miełantjew | Azerbejdżan · Serhij Bezuhlij · Maksim Prokopenko · Wałentyn Demjanenko · Andriej Krajtor | Niemcy · Stefan Holtz · Björn Wäschke · Stefan Kiraj · Sebastian Brendel                |
| 2013 Duisburg  | Rosja · Andriej Krajtor · Wiktor Miełantjew · Andriej Ganin · Iwan Sztyl          | Niemcy · Robert Nuck · Stefan Holtz · Stefan Kiraj · Sebastian Brendel                    | Kanada · Jason McCoombs · Mark Oldershaw · Gabriel Beauchesne-Sévigny · Benjamin Russel |
| 2014 Moskwa    | Rosja · Aleksiej Korowaszkow · Andriej Krajtor · Nikołaj Lipkin · Iwan Sztyl      | Ukraina · Witalij Holiuk · Jurij Czeban · Ołeksandr Maksymczuk · Wadym Cipan              | Węgry · Jonatán Hajdú · Dávid Korisánszky · Ádám Lantos · Péter Nagy                    |

### 500 m C1
| Rok i miejsce    | Złoto                | Srebro                 | Brąz                 |
| ---------------- | -------------------- | ---------------------- | -------------------- |
| 1971 Belgrad     | Detlef Lewe          | Tamás Wichmann         | Ivan Patzaichin      |
| 1973 Tampere     | Miklós Darvas        | Nikołaj Fiedułow       | Ivan Patzaichin      |
| 1974 Meksyk      | Serhij Petrenko      | Klaus Zeisler          | Ivan Patzaichin      |
| 1975 Belgrad     | Serhij Petrenko      | Miklós Darvas          | Borisław Ananiew     |
| 1977 Sofia       | Lipat Varabiev       | Ulrich Eicke           | Zdisław Soroko       |
| 1978 Belgrad     | Lubomir Lubenow      | Gyula Hajdu            | Siergiej Liminowicz  |
| 1979 Duisburg    | Siergiej Postriechin | Ulrich Eicke           | Lubomir Lubenow      |
| 1981 Nottingham  | Olaf Heukrodt        | Giennadij Lisiejczikow | János Sarusi Kis     |
| 1982 Belgrad     | Olaf Heukrodt        | János Sarusi Kis       | Siergiej Postriechin |
| 1983 Tampere     | Costică Olaru        | Ulrich Papke           | Anatolij Wołkow      |
| 1985 Mechelen    | Olaf Heukrodt        | Anatolij Wołkow        | Aurel Macarencu      |
| 1986 Montreal    | Olaf Heukrodt        | Aurel Macarencu        | Nikołaj Buchałow     |
| 1987 Duisburg    | Olaf Heukrodt        | Petr Procházka         | Attila Szabó         |
| 1989 Płowdiw     | Michał Śliwiński     | Olaf Heukrodt          | Martin Marinow       |
| 1990 Poznań      | Michał Śliwiński     | Thomas Zereske         | Martin Marinow       |
| 1991 Paryż       | Michał Śliwiński     | Nikołaj Buchałow       | Olaf Heukrodt        |
| 1993 Kopenhaga   | Nikołaj Buchałow     | György Kolonics        | Stephen Giles        |
| 1994 Meksyk      | Nikołaj Buchałow     | Imre Pulai             | Michał Śliwiński     |
| 1995 Duisburg    | Nikołaj Buchałow     | Martin Doktor          | Imre Pulai           |
| 1997 Dartmouth   | Martin Doktor        | Béla Belicza           | Michał Śliwiński     |
| 1998 Segedyn     | Maksim Opalew        | Andreas Dittmer        | Michał Śliwiński     |
| 1999 Mediolan    | Maksim Opalew        | Martin Doktor          | Andreas Dittmer      |
| 2001 Poznań      | Maksim Opalew        | György Kolonics        | Andreas Dittmer      |
| 2002 Sewilla     | Maksim Opalew        | György Kolonics        | Andreas Dittmer      |
| 2003 Gainesville | Andreas Dittmer      | Maksim Opalew          | Martin Doktor        |
| 2005 Zagrzeb     | Andreas Dittmer      | Paweł Baraszkiewicz    | Maksym Opalew        |
| 2006 Segedyn     | Maksym Opalew        | Jurij Czeban           | Wenjun Yang          |
| 2007 Duisburg    | David Cal            | Andreas Dittmer        | Wenjun Yang          |
| 2009 Dartmouth   | Dzianis Haraża       | Nikołaj Lipkin         | Mathieu Goubel       |
| 2010 Poznań      | Dzianis Haraża       | Li Qiang               | Vadim Menkov         |
| 2011 Segedyn     | Władimir Fiedosienko | Dzianis Haraża         | Ołeksandr Maksymczuk |
| 2013 Duisburg    | Isaquias Queiroz     | Vadim Menkov           | Erik Leue            |
| 2014 Moskwa      | Isaquias Queiroz     | Sebastian Brendel      | Martin Fuksa         |

### 500 m C2
| Rok i miejsce    | Złoto                                 | Srebro                                 | Brąz                                         |
| ---------------- | ------------------------------------- | -------------------------------------- | -------------------------------------------- |
| 1971 Belgrad     | Gheorghe Danielov Gheorghe Simionov   | Jurij Łobanow Władimir Pankow          | Wiktor Bojczew Fedia Damianow                |
| 1973 Tampere     | Oleg Kalidow Witalij Słobodieniuk     | Gheorghe Danielov Gheorghe Simionov    | Jerzy Opara Andrzej Gronowicz                |
| 1974 Meksyk      | Aleksandr Winogradow Jurij Łobanow    | Gheorghe Danielov Gheorghe Simionov    | Tomáš Šach Jiří Čtvrtečka                    |
| 1975 Belgrad     | Aleksandr Winogradow Jurij Łobanow    | Tomáš Šach Jiří Čtvrtečka              | Gábor Arva Péter Povázsay                    |
| 1977 Sofia       | László Foltán István Vaskuti          | John Wood Gregory Smith                | Wasyl Jurczenko Jurij Łobanow                |
| 1978 Belgrad     | László Foltán István Vaskuti          | Serhij Petrenko Piotr Grigonis         | Gheorghe Simionov Toma Simionov              |
| 1979 Duisburg    | Ivan Patzaichin Petre Capusta         | Serhij Petrenko Aleksandr Winogradow   | Marek Łbik Piotr Pawłowski                   |
| 1981 Nottingham  | László Foltán István Vaskuti          | Edem Muradosiłow Vygantas Čekaitis     | Lubomir Lubenow Sewdalin Ilkow               |
| 1982 Belgrad     | Matija Ljubek Mirko Nišović           | Jurij Łaptikow Serhij Petrenko         | László Foltán István Vaskuti                 |
| 1983 Tampere     | Matija Ljubek Mirko Nišović           | Ivans Klementjevs Serhij Osadczy       | Dumitru Betiu Fiodor Gurei                   |
| 1985 Mechelen    | János Sarusi Kis István Vaskuti       | Marek Łbik Marek Dopierała             | Ulrich Papke Uwe Madeja                      |
| 1986 Montreal    | János Sarusi Kis István Vaskuti       | Wiktar Raniejski Aleksandr Kalniczenko | Ulrich Papke Ingo Spelly                     |
| 1987 Duisburg    | Marek Łbik Marek Dopierała            | Jurij Gurin Walerij Wieszko            | Petr Procházka Alon Lochinsky                |
| 1989 Płowdiw     | Wiktar Raniejski Nicolae Juravschi    | Tomasz Goliasz Marek Łbik              | Joël Bettin Philippe Renaud                  |
| 1990 Poznań      | Wiktar Raniejski Nicolae Juravschi    | Ulrich Papke Ingo Spelly               | Attila Pálizs György Zala                    |
| 1991 Paryż       | Attila Pálizs Attila Szabó            | Wiktar Raniejski Nicolae Juravschi     | Olivier Bolvin Didier Hoyer                  |
| 1993 Kopenhaga   | György Kolonics Csaba Horváth         | Christian Frederiksen Arne Nielsson    | Andreas Dittmer Gunar Kirchbach              |
| 1994 Meksyk      | Gheorghe Andriev Grigore Obreja       | György Kolonics Csaba Horváth          | Błagowest Stojanow Martin Marinow            |
| 1995 Duisburg    | György Kolonics Csaba Horváth         | Wiktar Raniejski Nicolae Juravschi     | Andreas Dittmer Gunar Kirchbach              |
| 1997 Dartmouth   | György Kolonics Csaba Horváth         | Daniel Jędraszko Paweł Baraszkiewicz   | Thomas Zereske Christian Gille               |
| 1998 Segedyn     | György Kolonics Csaba Horváth         | Daniel Jędraszko Paweł Baraszkiewicz   | Thomas Zereske Christian Gille               |
| 1999 Mediolan    | Daniel Jędraszko Paweł Baraszkiewicz  | Imre Pulai Ferenc Novák                | Aleksandr Kowalow Aleksandr Kostogłod        |
| 2001 Poznań      | Ibrahim Rojas Leobaldo Pereira        | Daniel Jędraszko Paweł Baraszkiewicz   | Mitică Pricop Florin Popescu                 |
| 2002 Sewilla     | Ibrahim Rojas Leobaldo Pereira        | Florin Popescu Silviu Simioncencu      | Siergiej Ulegin                              |
| 2003 Gainesville | Daniel Jędraszko Paweł Baraszkiewicz  | Florin Popescu Silviu Simioncencu      | Ibrahim Rojas Ledis Balceiro                 |
| 2005 Zagrzeb     | Christian Gille Tomasz Wylenzek       | György Kolonics György Kozmann         | Serguey Torres Madrigal Karel Aguilar Chacon |
| 2006 Segedyn     | Siergiej Ulegin Aleksandr Kostogłod   | Robert Nuck Stefan Holtz               | György Kozmann György Kolonics               |
| 2007 Duisburg    | György Kozmann György Kolonics        | Iosif Chirilă Andrei Cuculici          | Christian Gille Tomasz Wylenzek              |
| 2009 Dartmouth   | Stefan Holtz Robert Nuck              | Jewgienij Ignatow Iwan Sztyl           | Sergiy Bezugliy Maksym Prokopenko            |
| 2010 Poznań      | Alexandru Dumitrescu Victor Mihalachi | Serhij Bezuhlij Maksim Prokopienko     | Pawieł Pietrow Aleksandr Kostogłod           |
| 2011 Segedyn     | Alexandru Dumitrescu Victor Mihalachi | Serhij Bezuhlij Maksim Prokopienko     | Peter Kretschmer Kurt Kuschela               |
| 2013 Duisburg    | Wiktor Miełantjew Iwan Sztyl          | Henrik Vasbányai Róbert Mike           | Jaroslav Radoň Filip Dvořák                  |
| 2014 Moskwa      | Aleksiej Korowaszkow Iwan Sztyl       | Alexandru Dumitrescu Victor Mihalachi  | Rolexis Baez Serguey Torres                  |

### 1000 m C1
| Rok i miejsce          | Złoto              | Srebro                | Brąz              |
| ---------------------- | ------------------ | --------------------- | ----------------- |
| 1938 Vaxholm           | Otto Neumüller     | Hans Wiedemann        | Bohumil Sládek    |
| 1950 Kopenhaga         | Josef Holeček      | Robert Boutigny       | Bengt Backlund    |
| 1954 Mâcon             | János Parti        | István Hernek         | Jaroslav Poupa    |
| 1958 Praga             | Giennadij Bucharin | Jiří Vokněr           | Jurij Winogradow  |
| 1963 Jajce             | Simion Ismailciuc  | Detlef Lewe           | Albrecht Müller   |
| 1966 } Berlin Wschodni | Detlef Lewe        | Tamás Wichmann        | Anatolij Martinow |
| 1970 Kopenhaga         | Tibor Tatai        | Jerzy Opara           | Jiří Čtvrtečka    |
| 1971 Belgrad           | Detlef Lewe        | Tibor Tatai           | Vladas Česiūnas   |
| 1973 Tampere           | Ivan Patzaichin    | Romualdas Vinojinidis | Tamás Wichmann    |
| 1974 Meksyk            | Wasyl Jurczenko    | Klaus Zeisler         | Ivan Patzaichin   |
| 1975 Belgrad           | Wasyl Jurczenko    | Ivan Patzaichin       | Tamás Wichmann    |
| 1977 Sofia             | Ivan Patzaichin    | Siergiej Antipow      | Tamás Buday       |
| 1978 Belgrad           | Matija Ljubek      | Tamás Wichmann        | Ivan Patzaichin   |
| 1979 Duisburg          | Tamás Wichmann     | Lubomir Lubenow       | Ivan Patzaichin   |
| 1981 Nottingham        | Ulrich Papke       | Tamás Buday           | Jiří Vrdlovec     |
| 1982 Belgrad           | Jörg Schmidt       | Deszö Csépai          | Wasilij Bieresa   |
| 1983 Tampere           | Wasilij Bieresa    | Costică Olaru         | Jiří Vrdlovec     |
| 1985 Mechelen          | Ivans Klementjevs  | Ulrich Eicke          | Aurel Macarencu   |
| 1986 Montreal          | Aurel Macarencu    | Ivans Klementjevs     | Ivan Šabjan       |
| 1987 Duisburg          | Olaf Heukrodt      | Martin Marinov        | Ivans Klementjevs |
| 1989 Płowdiw           | Iwan Klementiew    | Larry Cain            | Gáspár Boldizsár  |
| 1990 Poznań            | Ivans Klementjevs  | György Zala           | Thomas Zereske    |
| 1991 Paryż             | Ivans Klementjevs  | Nikołaj Buchałow      | Matthias Röder    |
| 1993 Kopenhaga         | Ivans Klementjevs  | Victor Partnoi        | Matthias Röder    |
| 1994 Meksyk            | Ivans Klementjevs  | Nikołaj Buchałow      | Victor Partnoi    |
| 1995 Duisburg          | Imre Pulai         | Martin Doktor         | Ivans Klementjevs |
| 1997 Dartmouth         | Andreas Dittmer    | Martin Doktor         | Béla Belicza      |
| 1998 Segedyn           | Stephen Giles      | Martin Doktor         | Andreas Dittmer   |
| 1999 Mediolan          | Maksim Opalew      | Andreas Dittmer       | Martin Doktor     |
| 2001 Poznań            | Andreas Dittmer    | Martin Doktor         | György Kolonics   |
| 2002 Sewilla           | Andreas Dittmer    | Maksim Opalew         | Stephen Giles     |
| 2003 Gainesville       | Andreas Dittmer    | David Cal             | Maksim Opalew     |
| 2005 Zagrzeb           | Andreas Dittmer    | David Cal             | Richard Dalton    |
| 2006 Segedyn           | Everardo Cristobal | Andreas Dittmer       | Attila Vajda      |
| 2007 Duisburg          | Attila Vajda       | Marián Ostrčil        | David Cal         |
| 2009 Dartmouth         | Vadim Menkov       | Mathieu Goubel        | Sebastian Brendel |
| 2010 Poznań            | Vadim Menkov       | Attila Vajda          | Sebastian Brendel |
| 2011 Segedyn           | Attila Vajda       | David Cal             | Vadim Menkov      |
| 2013 Duisburg          | Attila Vajda       | Sebastian Brendel     | Isaquias Queiroz  |
| 2014 Moskwa            | Sebastian Brendel  | Martin Fuksa          | Attila Vajda      |

### 1000 m C2
| Rok i miejsce          | Złoto                                   | Srebro                                       | Brąz                                   |
| ---------------------- | --------------------------------------- | -------------------------------------------- | -------------------------------------- |
| 1938 Vaxholm           | Rupert Weinstabl Karl Proisl            | Bohuslav Karlík Jan Brzák                    | Václav Mottl Zdeněk Škrland            |
| 1950 Kopenhaga         | Jan Brzák Bohumil Kudrna                | Georges Dransart Armand Loreau               | Václav Havel Jiří Pecka                |
| 1954 Mâcon             | Kurt Liebhart Engelbert Lulla           | István Bodor József Tuza                     | Ferenc Csonka Mihály Sasvari           |
| 1958 Praga             | Dumitru Alexe Simion Ismailciuc         | László Simari Lajos Bodnar                   | Jiří Kodeš Václav Vokál                |
| 1963 Jajce             | Achim Sidorov Alexe Iacovici            | Witalij Gałkow Michaił Samotin               | Endre Gyürü Árpád Soltész              |
| 1966 } Berlin Wschodni | Vicol Calabiciov Serghei Covaliov       | Bernd Lindelöf Erik Zeidlitz                 | Árpád Soltész Csaba Szantó             |
| 1970 Kopenhaga         | Ivan Patzaichin Serghei Covaliov        | Tamás Wichmann Gyula Petrikovics             | Boris Lubenow Saszko Iliew             |
| 1971 Belgrad           | Tamás Wichmann Gyula Petrikovics        | Ivan Patzaichin Serghei Covaliov             | Wiktor Bojczew Fedia Damianow          |
| 1973 Tampere           | Ivan Patzaichin Serghei Covaliov        | Vladas Česiūnas Jurij Łobanow                | Tamás Wichmann Gyula Petrikovics       |
| 1974 Meksyk            | Vladas Česiūnas Jurij Łobanow           | Jerzy Opara Andrzej Gronowicz                | Cherasim Munteanu Vasile Serghei       |
| 1975 Belgrad           | Gábor Arva Péter Povázsay               | Gheorghe Danielov Gheorghe Simionov          | Roman Wyszenko Aleksandr Winogradow    |
| 1977 Sofia             | Wasyl Jurczenko Jurij Łobanow           | Tamás Buday Oszkár Frey                      | Jerzy Opara Andrzej Gronowicz          |
| 1978 Belgrad           | Tamás Buday Oszkár Frey                 | Gheorghe Simionov Toma Simionov              | Siergiej Postriechin Jurij Łobanow     |
| 1979 Duisburg          | Wasyl Jurczenko Jurij Łobanow           | Tamás Buday Oszkár Frey                      | Gheorghe Simionov Toma Simionov        |
| 1981 Nottingham        | Ivan Patzaichin Toma Simionov           | Olaf Heukrodt Uwe Madeja                     | Edem Muradosiłow Vygantas Čekaitis     |
| 1982 Belgrad           | János Sarusi Kis Gyula Hajdu            | Matija Ljubek Mirko Nišović                  | Olaf Heukrodt Uwe Madeja               |
| 1983 Tampere           | Ivan Patzaichin Toma Simionov           | Olaf Heukrodt Alexander Schuck               | Matija Ljubek Mirko Nišović            |
| 1985 Mechelen          | Olaf Heukrodt Alexander Schuck          | Matija Ljubek Mirko Nišović                  | Marek Łbik Marek Dopierała             |
| 1986 Montreal          | János Sarusi Kis István Vaskuti         | Marek Łbik Marek Dopierała                   | Wolfram Faust Hartmut Faust            |
| 1987 Duisburg          | Jurij Gurin Walerij Wieszko             | Marek Łbik Marek Dopierała                   | Ulrich Papke Ingo Spelly               |
| 1989 Płowdiw           | Christian Frederiksen Arne Nielsson     | Olivier Bolvin Didier Hoyer                  | Jurij Gurin Walerij Wieszko            |
| 1990 Poznań            | Ulrich Papke Ingo Spelly                | Gheorghe Andriev Vasile Lehaci               | Aleksandr Gramowicz Jurij Gurin        |
| 1991 Paryż             | Ulrich Papke Ingo Spelly                | Olivier Bolvin Didier Hoyer                  | Wiktar Raniejski Nicolae Juravschi     |
| 1993 Kopenhaga         | Christian Frederiksen Arne Nielsson     | Olivier Bolvin Didier Hoyer                  | Ulrich Papke Ingo Spelly               |
| 1994 Meksyk            | Andreas Dittmer Gunar Kirchbach         | Ferenc Novák Gáspár Boldizsár                | Dariusz Koszykowski Tomasz Goliasz     |
| 1995 Duisburg          | György Kolonics Csaba Horváth           | Antonel Borsan Marcel Glavan                 | Andreas Dittmer Gunar Kirchbach        |
| 1997 Dartmouth         | Gunar Kirchbach Matthias Röder          | György Kolonics Csaba Horváth                | Andrew Train Stephen Train             |
| 1998 Segedyn           | Aleksandr Kowalow Aleksandr Kostogłod   | Gheorghe Andriev Florin Popescu              | György Zala Endre Ipacs                |
| 1999 Mediolan          | Aleksandr Kowalow Aleksandr Kostogłod   | Ibrahim Rojas Leobaldo Pereira               | Patrick Schulze Peter John             |
| 2001 Poznań            | Marcin Kobierski Michał Śliwiński       | José Alfredo Bea David Mascató               | Ibrahim Rojas Leobaldo Pereira         |
| 2002 Sewilla           | Marcin Kobierski Michał Śliwiński       | Ibrahim Rojas Ledi Balceiro                  | Richard Dalton Mike Scarola            |
| 2003 Gainesville       | Silviu Simiocencu Florin Popescu        | Aleksandr Kowalow Aleksandr Kostogłod        | György Kozmann György Kolonics         |
| 2005 Zagrzeb           | Christian Gille Tomasz Wylenzek         | Serguey Torres Madrigal Karel Aguilar Chacon | György Kozmann György Kolonics         |
| 2006 Segedyn           | György Kolonics György Kozmann          | Attila Buday Tamas Buday                     | Maksym Prokopenko Serhij Biezuglij     |
| 2007 Duisburg          | Christian Gille Tomasz Wylenzek         | Serguey Torres Karel Aguilar                 | Wojciech Tyszyński Paweł Baraszkiewicz |
| 2009 Dartmouth         | Erik Leue Tomasz Wylenzek               | Serhij Bezuhlij Maksim Prokopenko            | Nikołaj Lipkin Wiktor Miełantiew       |
| 2010 Poznań            | Aleksandru Dumitrescu Victor Michalachi | Andrej Bahdanowicz Maksim Prokopenko         | Márton Tóth Róbert Mike                |
| 2011 Segedyn           | Stefan Holtz Tomasz Wylenzek            | Serhij Bezuhlij Maksim Prokopenko            | Alexandru Dumitrescu Victor Mihalachi  |
| 2013 Duisburg          | Henrik Vasbányai Róbert Mike            | Wiktor Miełantjew Ilja Pierwuchin            | Jaroslav Radoň Filip Dvořák            |
| 2014 Moskwa            | Aleksandru Dumitrescu Victor Michalachi | Henrik Vasbányai Róbert Mike                 | Yul Oeltze Ronald Verch                |

### 1000 m C4
| Rok i miejsce    | Złoto                                                                                      | Srebro                                                                                            | Brąz                                                                                                |
| ---------------- | ------------------------------------------------------------------------------------------ | ------------------------------------------------------------------------------------------------- | --------------------------------------------------------------------------------------------------- |
| 1989 Płowdiw     | ZSRR · Jurij Gurin · Nicolae Juravschi · Wiktar Raniejski · Waleriw Wieszko                | Węgry · Gusztáv Leikep · Attila Szabó · Gábor Takács · Ervin Hoffmann                             | Bułgaria · Dejan Bonew · Nikołaj Buchałow · Hristo Georgiew · Paisij Lubenow                        |
| 1990 Poznań      | ZSRR · Jurij Gurin · Nicolae Juravschi · Wiktar Raniejski · Waleriw Wieszko                | Węgry · Gáspár Boldizsár · Ervin Hoffmann · Gusztáv Leikep · Attila Szabó                         | Bułgaria · Dejon Sławow · Nikołaj Buchałow · Traicho Draganow · Paisij Lubenow                      |
| 1991 Paryż       | ZSRR · Jurij Gurin · Nicolae Juravschi · Wiktar Raniejski · Waleriw Wieszko                | Niemcy · Olaf Heukrodt · Sven Montag · Ulrich Papke · Ingo Spelley                                | Bułgaria · Dejon Sławow · Nikołaj Buchałow · Traicho Draganow · Paisij Lubenow                      |
| 1993 Kopenhaga   | Węgry · Imre Pulai · György Kolonics · Tibor Takács · Csaba Horváth                        | Rosja · Andriej Kabanow · Siergiej Czemienow · Pawieł Konowałow · Aleksandr Kostogłod             | Ukraina · Wiktor Dobrotworski · Serhij Osadczij · Andrij Bałabanow · Ołeksandr Kliniczenko          |
| 1994 Meksyk      | Węgry · Imre Pulai · György Kolonics · Tibor Takács · Csaba Horváth                        | Rumunia · Marcel Glavan · Cosmin Pasca · Antonel Borsan · Florin Popescu                          | Meksyk · Juan Martínez · Antonio Romero · Ramón Ferrer · Benjamín Castaneda                         |
| 1995 Duisburg    | Rumunia · Marcel Glavan · Cosmin Pasca · Antonel Borsan · Florin Popescu                   | Węgry · Gáspár Boldizsár · Ferenc Novák · Csaba Hüttner · György Zala                             | Niemcy · Ulrich Papke · Patrick Schulze · Christian Gille · Jens Lubrich                            |
| 1997 Dartmouth   | Rumunia · Marcel Glavan · Cosmin Pasca · Antonel Borsan · Florin Popescu                   | Rosja · Konstantin Fomiczew · Maksim Opalew · Wladisław Połzounow · Aleksandr Kostogłod           | Polska · Daniel Jędraszko · Piotr Midloch · Paweł Midloch · Paweł Baraszkiewicz                     |
| 1998 Segedyn     | Węgry · Csaba Horváth · Béla Belicza · Csaba Hüttner · László Szuszkó                      | Rosja · Konstantin Fomiczew · Andriej Kabanow · Wasilij Majłow · Ignat Kowalow                    | Czechy · Martin Doktor · Petr Netušil · Jan Macháč · Viktor Jiráský                                 |
| 1999 Mediolan    | Rosja · Konstantin Fomiczew · Andriej Kabanow · Aleksiej Wołkonski · Ignat Kowalow         | Rumunia · Mitică Pricop · Ionel Averian · Iosif Anisim · Samil Grigoe                             | Węgry · Csaba Horváth · Béla Belicza · Aron Gajarszki · György Kozmann                              |
| 2001 Poznań      | Węgry · György Zala · György Kozmann · Béla Belicza · Gábor Ivan                           | Białoruś · Iwan Skoworodkin · Alaksandr Bahdanowicz · Alaksandr Kurliandczyk · Alaksandr Żukouski | Rumunia · Iosif Anisim · Chirac Marcov · Ionel Averian · Mikhail Vartolomei                         |
| 2002 Sewilla     | Polska · Andrzej Jezierski · Adam Ginter · Michał Gajowink · Roman Rynkiewicz              | Kanada · Dimitri Joukovski · Maxim Boilard · Tamás Buday · Attila Buday                           | Białoruś · Siamon Sapanienka · Alaksandr Bahdanowicz · Alaksandr Kurliandczyk · Alaksandr Żukouski  |
| 2003 Gainesville | Węgry · Csaba Hüttner · Márton Joób · Imre Pulai · Ferenc Novák                            | Kanada · Dimitri Joukovski · Maxim Boilard · Tamás Buday · Attila Buday                           | Polska · Andrzej Jezierski · Roman Rynkiewicz · Adam Ginter · Wojciech Tyszyński                    |
| 2005 Zagrzeb     | Polska · Wojciech Tyszyński · Michał Śliwiński · Andrzej Jezierski · Michał Gajownik       | Rumunia · Ciprian Popa · Loredan Popa · Florin Mironcic · Petre Condrat                           | Niemcy · Robert Nuck · Stefan Holtz · Thomas Lück · Stephan Breuing                                 |
| 2006 Segedyn     | Niemcy · Robert Nuck · Stephan Breuing · Stefan Holtz · Thomas Lück                        | Kanada · Andrew James Russell · Thomas Hall · Kyle Jeffery · Dmitri Joukovski                     | Białoruś · Aleksandr Kurliandczyk · Aleksandr Żukouski · Alaksandr Bahdanowicz · Andrej Bahdanowicz |
| 2007 Duisburg    | Rumunia · Iosif Chirilă · Andrei Cuculici · Silviu Simioncencu · Loredan Popa              | Niemcy · Robert Nuck · Erik Leue · Thomas Lück · Stefan Holtz                                     | Węgry · Márton Metka · Robert Mike · Mátyás Sáfrán · Gábor Balázs                                   |
| 2009 Dartmouth   | Białoruś · Dzianis Haraża · Dzmitryj Rabczanka · Dzmitryj Wajciszkin · Alaksandr Wauczecki | Niemcy · Chris Wend · Thomas Lück · Erik Rebstock · Ronald Verch                                  | Rumunia · Cătălin Costache · Silviu Simioncencu · Iosif Chirilă · Andrei Cuculici                   |
| 2010 Poznań      | Białoruś · Dzianis Haraża · Dzmitryj Rabczanka · Dzmitryj Wajciszkin · Alaksandr Wauczecki | Rumunia · Gabriel Gheoca · Nicolae Bogdan · Mihail Simon · Florin Comanici                        | Niemcy · Chris Wend · Tomasz Wylenzek · Erik Rebstock · Ronald Verch                                |
| 2011 Segedyn     | Białoruś · Dzianis Haraża · Dzmitryj Rabczanka · Dzmitryj Wajciszkin · Alaksandr Wauczecki | Rumunia · Gabriel Gheoca · Catalin Costache · Florian Comanici · Mihail Simon                     | Węgry · Mátyás Sáfrán · Mihály Sáfrán · Henrik Vasbányai · Szabolcs Németh                          |
| 2013 Duisburg    | Niemcy · Kurt Kuschela · Erik Leue · Erik Rebstock · Peter Kretschmer                      | Białoruś · Dzianis Haraża · Dzmitryj Rabczanka · Dzmitryj Wajciszkin · Alaksandr Wauczecki        | Węgry · Dávid Korisánszky · Péter Korisánszky · András Vass · Dávid Varga                           |
| 2014 Moskwa      | Rosja · Rasuł Iszmukamedow · Wiktor Miełantjew · Ilja Pierwuchin · Kirił Szamszurin        | Białoruś · Dzianis Haraża · Dzmitryj Rabczanka · Dzmitryj Wajciszkin · Alaksandr Wauczecki        | Węgry · Tamás Kiss · Pál Sarudi · András Vass · Dávid Varga                                         |

### 5000 m C1
| Rok i miejsce | Złoto             | Srebro          | Brąz            |
| ------------- | ----------------- | --------------- | --------------- |
| 2010 Poznań   | Ronald Verch      | José Luis Bouza | Marián Ostrčil  |
| 2011 Segedyn  | Mychajło Koszman  | Lukáš Koranda   | José Luis Bouza |
| 2013 Duisburg | Sebastian Brendel | Attila Vajda    | Mark Oldershaw  |
| 2014 Moskwa   | Sebastian Brendel | Attila Vajda    | Pawieł Pietrow  |

## Konkurencje już nierozgrywane

### 200 m C4
| Rok i miejsce    | Złoto                                                                                            | Srebro                                                                                           | Brąz                                                                                               |
| ---------------- | ------------------------------------------------------------------------------------------------ | ------------------------------------------------------------------------------------------------ | -------------------------------------------------------------------------------------------------- |
| 1994 Meksyk      | Rosja · Pawieł Konowałow · Andriej Kabanow · Siergiej Czemierow · Aleksandr Kostogłod            | Węgry · György Kolonics · Csaba Horváth · Attila Szabó · Ervin Hoffmann                          | Czechy · Petr Procházka · Tomáš Křivánek · Roman Dittrich · Waldemar Fibigr                        |
| 1995 Duisburg    | Węgry · Ervin Hoffmann · Attila Szabó · György Kolonics · Csaba Horváth                          | Czechy · Petr Procházka · Tomáš Křivánek · Roman Dittrich · Waldemar Fibigr                      | Francja · Olivier Boivin · Sylvain Hoyer · Eric le Leuch · Benoît Bernard                          |
| 1997 Dartmouth   | Białoruś · Alaksandr Masiejkau · Andrey Beliayev · Anatoliy Reneiskiy · Vladimir Marinov         | Węgry · György Kolonics · Csaba Horváth · Ervin Hoffmann · Béla Belicza                          | Czechy · Petr Procházka · Tomáš Křivánek · Pavel Bednář · Petr Fuksa                               |
| 1998 Segedyn     | Czechy · Petr Procházka · Tomáš Křivánek · Petr Fuksa · Karel Kožíšek                            | Białoruś · Alaksandr Masiejkow · Anatolij Reniejski · Andrey Beliayev · Sergey Pletnev           | Rosja · Pawieł Konowałow · Konstantin Fomiczow · Władimir Ładosza · Aleksandr Kostogłod            |
| 1999 Mediolan    | Rosja · Roman Kruglakow · Władimir Ładosza · Konstantin Fomiczow · Andriej Kabanow               | Czechy · Petr Procházka · Jan Břečka · Petr Fuksa · Karel Kožíšek                                | Rumunia · Mitică Pricop · Ionel Averian · Gheorghe Andriev · Florin Popescu                        |
| 2001 Poznań      | Węgry · Sándor Malomsoki · Gábor Ivan · György Zala · László Vasili                              | Czechy · Petr Netušil · Jan Břečka · Karel Kožíšek · Petr Fuksa                                  | Rosja · Aleksandr Kowalow · Aleksandr Kostogłod · Władisław Połzunow · Maksim Opalew               |
| 2002 Sewilla     | Rosja · Maksim Opalew · Roman Kruglakow · Siergiej Ulegin · Aleksandr Kostogłod                  | Czechy · Petr Fuksa · Jan Břečka · Petr Procházka · Karel Kožíšek                                | Rumunia · Mihail Vartolomei · Ionel Averian · Mitică Pricop · Petra Condrat                        |
| 2003 Gainesville | Rosja · Siergiej Ulegin · Aleksandr Kostogłod · Roman Kruglakow · Maksim Opalew                  | Węgry · Sándor Malomsoki · László Vasali · György Kozmann · György Kolonics                      | Czechy · Petr Fuksa · Petr Netušil · Jan Břečka · Karel Kožíšek                                    |
| 2005 Zagrzeb     | Rosja · Aleksandr Kowalow · Aleksandr Kostogłod · Roman Kruglakow · Maksim Opalew                | Czechy · Petr Procházka · Petr Netušil · Jan Břečka · Petr Fuksa                                 | Białoruś · Aleksander Kurlandczyk · Alaksandr Żukouski · Siamon Sapanienka · Alaksandr Bahdanowicz |
| 2006 Segedyn     | Czechy · Petr Procházka · Jiří Heller · Jan Břečka · Petr Fuksa                                  | Białoruś · Dzmitryj Rabczanka · Dzmitryj Wajciszkin · Kanstancin Szczarbak · Alaksandr Wauczecki | Węgry · Pál Sarudi · Márton Joób · Gábor Horváth · Péter Balázs                                    |
| 2007 Duisburg    | Węgry · Gábor Horváth · Péter Balázs · Márton Joób · Pál Sarudi                                  | Rosja · Jewgienij Dorochin · Nikołaj Lipkin · Jewgienij Ignatiew · Iwan Sztyl                    | Białoruś · Dzmitryj Rabczanka · Dzmitryj Wajciszkin · Kanstancin Szczarbak · Alaksandr Wauczecki   |
| 2009 Dartmouth   | Białoruś · Alaksandr Bahdanowicz · Dzmitryj Rabczanka · Alaksandr Wauczecki · Andrej Bahdanowicz | Rosja · Aleksandr Kostogłod · Nikołaj Lipkin · Wiktor Miełantiew · Siergiej Ulegin               | Węgry · Attila Bozsik · László Foltán · Gábor Horváth · Gergő Németh                               |

### 500 m C4
| Rok i miejsce    | Złoto                                                                                            | Srebro                                                                                           | Brąz                                                                                    |
| ---------------- | ------------------------------------------------------------------------------------------------ | ------------------------------------------------------------------------------------------------ | --------------------------------------------------------------------------------------- |
| 1989 Płowdiw     | ZSRR · Jurij Gurin · Nicolae Juravschi · Wiktar Raniejski · Waleriw Wieszko                      | Węgry · Attila Szabó · Zsolt Varga · György Zala · Ervin Hoffmann                                | Francja · Bénoît Bernard · Joël Bettin · Philippe Renaud · Pascal Sylvoz                |
| 1990 Poznań      | ZSRR · Jurij Gurin · Nicolae Juravschi · Wiktar Raniejski · Waleriw Wieszko                      | Węgry · Zsolt Bohács · Ervin Hoffmann · Gusztáv Leikep · Attila Szabó                            | Bułgaria · Dejon Sławow · Nikołaj Buchałow · Traicho Draganow · Paisij Lubenow          |
| 1991 Paryż       | ZSRR · Jurij Gurin · Nicolae Juravschi · Wiktar Raniejski · Waleriw Wieszko                      | Francja · Bénoît Bernard · Joël Bettin · Philippe Renaud · Pascal Sylvoz                         | Niemcy · Axel Berndt · Andreas Dittmer · Sven Montag · Thomas Zereske                   |
| 1993 Kopenhaga   | Węgry · Ervin Hoffmann · Attila Szabó · Gáspár Boldizsár · Ferenc Novák                          | Rosja · Andriej Kabanow · Siergiej Czemienow · Pawieł Konowałow · Aleksandr Kostogłod            | Czechy · Petr Procházka · Roman Dittrich · Waldemar Fibigr · Tomáš Křivánek             |
| 1994 Meksyk      | Węgry · Ervin Hoffmann · Attila Szabó · Gáspár Boldizsár · Ferenc Novák                          | Rumunia · Marcel Glavan · Cosmin Pasca · Antonel Borsan · Florin Popescu                         | Słowacja · Slavomír Kňazovický · Peter Páleš · Csaba Orosz · Juraj Filip                |
| 1995 Duisburg    | Węgry · Ervin Hoffmann · Attila Szabó · György Kolonics · Csaba Horváth                          | Rumunia · Marcel Glavan · Cosmin Pasca · Antonel Borsan · Florin Popescu                         | Bułgaria · Rumen Nikołow · Atanas Angełow · Stanimir Atanasow · Dmitar Atanasow         |
| 1997 Dartmouth   | Węgry · György Kolonics · Csaba Horváth · Csaba Hüttner · László Szuszkó                         | Rumunia · Marcel Glavan · Cosmin Pasca · Antonel Borsan · Florin Popescu                         | Rosja · Andriej Kabanow · Siergiej Czemienow · Władisław Połzunow · Aleksandr Kostogłod |
| 1998 Segedyn     | Węgry · György Kolonics · Csaba Horváth · Csaba Hüttner · László Szuszkó                         | Rumunia · Gheorghe Andriev · Cosmin Pasca · Ionel Averian · Florin Popescu                       | Rosja · Pawieł Konowałow · Władimir Ładosza · Władisław Połzunow · Andriej Kabanow      |
| 1999 Mediolan    | Rosja · Konstantin Fomiczew · Andriej Kabanow · Aleksiej Wołkonski · Roman Kruglakow             | Rumunia · Mitică Pricop · Ionel Averian · Gheorghe Andriev · Florin Popescu                      | Francja · Yannick Lavigne · Jean-Gilles Grare · Mathieu Goubel · Sylvain Hoyer          |
| 2001 Poznań      | Rumunia · Iosif Anisim · Florin Popescu · Mikhail Vartolemei · Ionel Averian                     | Węgry · György Zala · György Kozmann · Béla Belicza · Gábor Ivan                                 | Rosja · Roman Kruglakow · Konstantin Fomiczew · Władimir Ładosza · Aleksiej Wołkinski   |
| 2002 Sewilla     | Rumunia · Mitică Pricop · Florin Popescu · Mikhail Vartolemei · Ionel Averian                    | Rosja · Aleksandr Artiemida · Konstantin Fomiczew · Roman Kruglakow · Andriej Kabanow            | Polska · Daniel Jędraszko · Adam Ginter · Michał Śliwiński · Marcin Grzybowski          |
| 2003 Gainesville | Rumunia · Mitică Pricop · Florin Popescu · Petre Condrat · Silviu Simiocencu                     | Polska · Łukasz Woszczyński · Adam Ginter · Michał Śliwiński · Marcin Grzybowski                 | Węgry · Csaba Hüttner · Gábor Furdok · Imre Pulai · Ferenc Novák                        |
| 2005 Zagrzeb     | Rumunia · Silviu Simoncescu · Loredan Popa · Florin Popescu · Iosif Chirilă                      | Białoruś · Dzmitryj Wajciszkin · Alaksandr Wauczecki · Kanstancin Szczarbak · Dzmitryj Rabczanka | Polska · Michał Gajownik · Adam Ginter · Michał Śliwiński · Andrzej Jezierski           |
| 2006 Segedyn     | Białoruś · Dzmitryj Rabczanka · Dzmitryj Wajciszkin · Kanstancin Szczarbak · Alaksandr Wauczecki | Polska · Łukasz Woszczyński · Paweł Baraszkiewicz · Marcin Grzybowski · Paweł Skowroński         | Rumunia · Gabriel Talpa · Florin Mironcic · Loredan Popa · Silviu Simioncencu           |
| 2007 Duisburg    | Węgry · Gábor Horváth · Péter Balázs · Márton Joób · Pál Sarudi                                  | Niemcy · Robert Nuck · Sebastian Brendel · Stefan Holtz · Thomas Lück                            | Rumunia · Loredan Popa · Ciprian Popa · Nicolae Flocea · Florin Mironcic                |

### 10 000 m C1
| Rok i miejsce          | Złoto              | Srebro              | Brąz                |
| ---------------------- | ------------------ | ------------------- | ------------------- |
| 1950 Kopenhaga         | Robert Boutigny    | Josef Holeček       | Bengt Backlund      |
| 1954 Mâcon             | Jiří Vokněr        | František Čapek     | István Hernek       |
| 1958 Praga             | Giennadij Bucharin | Jiří Vokněr         | Nichifor Tarara     |
| 1963 Jajce             | Michaił Zamotin    | Andrei Igorov       | Albrecht Müller     |
| 1966 } Berlin Wschodni | Antal Hajba        | Rudolf Pěnkava      | Michaił Zamotin     |
| 1970 Kopenhaga         | Tamás Wichmann     | Afansie Butelchin   | Nikołaj Fiedułow    |
| 1971 Belgrad           | Tamás Wichmann     | Wasyl Jurczenko     | Lipat Varabiev      |
| 1973 Tampere           | Wasyl Jurczenko    | Lipat Varabiev      | Tamás Wichmann      |
| 1974 Meksyk            | Tamás Wichmann     | Wasyl Jurczenko     | Ivan Patzaichin     |
| 1975 Belgrad           | Wasyl Jurczenko    | Károly Szegedi      | Matija Ljubek       |
| 1977 Sofia             | Tamás Wichmann     | Wasyl Jurczenko     | Ivan Patzaichin     |
| 1978 Belgrad           | Ivan Patzaichin    | Wasyl Jurczenko     | Matija Ljubek       |
| 1979 Duisburg          | Tamás Wichmann     | Siergiej Liminowicz | Ivan Patzaichin     |
| 1981 Nottingham        | Tamás Wichmann     | Matija Ljubek       | Siergiej Liminowicz |
| 1982 Belgrad           | Tamás Wichmann     | Jiří Vrdlovec       | Gheorghe Titu       |
| 1983 Tampere           | Jiří Vrdlovec      | Gheorghe Titu       | Tamás Wichmann      |
| 1985 Mechelen          | Jiří Vrdlovec      | Tachir Kamaletdinow | Attila Lipták       |
| 1986 Montreal          | Aurel Macarencu    | Ivan Šabjan         | Didier Hoyer        |
| 1987 Duisburg          | Ivan Šabjan        | Zsolt Bohács        | Tachir Kamaletdinow |
| 1989 Płowdiw           | Ivans Klementjevs  | Larry Cain          | Jan Bartůněk        |
| 1990 Poznań            | Zsolt Bohács       | Jan Bartůněk        | Ivans Klementjevs   |
| 1991 Paryż             | Zsolt Bohács       | Ivans Klementjevs   | Andrew Train        |
| 1993 Kopenhaga         | Zsolt Bohács       | Pavel Bednar        | Andreas Dittmer     |

### 10 000 m C2
| Rok i miejsce          | Złoto                                | Srebro                             | Brąz                                  |
| ---------------------- | ------------------------------------ | ---------------------------------- | ------------------------------------- |
| 1938 Vaxholm           | Bohuslav Karlík Jan Brzák            | Rupert Weinstabl Karl Proisl       | Christian Holzenberg Heinz Jürgens    |
| 1950 Kopenhaga         | Jan Brzák Bohumil Kudrna             | Georges Dransart Armand Loreau     | Bohuslav Karlík Oldřich Lomecký       |
| 1954 Mâcon             | Károly Wieland József Halmay         | Ferenc Csonka Mihály Sasvari       | Jaroslav Sieger Zdeněk Ziegler        |
| 1958 Praga             | Stepan Ostżenkow Aleksandr Siłajew   | Achim Sidorov Lavrenti Kalinov     | Jiří Kodeš Václav Vokál               |
| 1963 Jajce             | Leonid Giejsztor Siergiej Makarienko | Willi Mehlberg Werner Ulrich       | Igor Lipalit Lavrenti Kalinov         |
| 1966 } Berlin Wschodni | Petre Maxim Gheorghe Simionov        | Walerij Drybas Andreij Czimisz     | András Peter István Cserha            |
| 1970 Kopenhaga         | Petre Maxim Gheorghe Simionov        | Walerij Drybas Wasilij Kałagin     | Bernt Lindelöf Eric Zeidlitz          |
| 1971 Belgrad           | Naum Prokupiec Aleksandr Winogradow  | László Hingt István Cserha         | Serghei Covaliov Vicol Calabiciov     |
| 1973 Tampere           | Vladas Česiūnas Jurij Łobanow        | Cherasim Munteanu Vasile Serghei   | Tamás Buday Gábor Haraszti            |
| 1974 Meksyk            | Vladas Česiūnas Jurij Łobanow        | Tamás Buday Gábor Haraszti         | Alain Acard Jean-Paul Cezard          |
| 1975 Belgrad           | Vladas Česiūnas Jurij Łobanow        | Tamás Buday Oszkár Frey            | Iwan Burczin Stefan Iliew             |
| 1977 Sofia             | Siergiej Pietrenko Jurij Łobanow     | Lipat Varabiev Pavel Cozlov        | Zoltán Parti András Hubik             |
| 1978 Belgrad           | Tamás Buday István Vaskuti           | Gheorghe Simionov Toma Simionov    | Wiktor Worobjow Aleksandr Biełyj      |
| 1979 Duisburg          | Wasyl Jurczenko Jurij Łobanow        | Cherasim Munteanu Gheorge Titu     | Tamás Buday István Vaskuti            |
| 1981 Nottingham        | Tamás Buday István Vaskuti           | Ivan Patzaichin Toma Simionov      | Jiří Vrdlovec Petr Kubíček            |
| 1982 Belgrad           | Ivan Patzaichin Toma Simionov        | Wasilij Bieresa Edem Muradosiłow   | Tamás Buday István Vaskuti            |
| 1983 Tampere           | Tamás Buday István Vaskuti           | Ivan Patzaichin Toma Simionov      | Serhij Petrenko Jurij Łaptikow        |
| 1985 Mechelen          | Matija Ljubek Mirko Nišović          | Andrew Train Stephen Train         | Matej Kapałkow Toszo Kapałkow         |
| 1986 Montreal          | Marek Łbik Marek Dopierała           | Dumitru Betiu Vasile Lehaci        | Arne Nielsson Christian Frederiksen   |
| 1987 Duisburg          | Christian Frederiksen Arne Nielsson  | Marek Łbik Marek Dopierała         | Ulrich Papke Ingo Spelly              |
| 1989 Płowdiw           | Christian Frederiksen Arne Nielsson  | Olivier Bolvin Didier Hoyer        | Andrew Train Stephen Train            |
| 1990 Poznań            | Christian Frederiksen Arne Nielsson  | Gheorghe Andriev Vasile Lehaci     | Andriej Bałabanow Wiktor Dobrotworski |
| 1991 Paryż             | István Gyulay Pál Pétervári          | Gheorghe Andriev Romice Haralambie | Andrew Train Stephen Train            |
| 1993 Kopenhaga         | Christian Frederiksen Arne Nielsson  | Andrew Train Stephen Train         | Andriej Bałabanow Wiktor Dobrotworski |